# 846

## Догађаји
- Википедија:Непознат датум — Владавина династије Абасида у Багдаду.
- Википедија:Непознат датум — Мошти Светог Никифора цариградског патријарха пренете су у Цариград.

- Византијско-бугарски рат: Бугари крше мировни споразум (видети 815) и нападају Македонију дуж реке Струме. Градови Сер и Филипи су разорени.
- Бретонске снаге под Номинојем окупирају франачке градове Нант и Рен. Он пљачка град Анжуј и прети Бајеу. Краљ Карло Ћелави га признаје за војводу од Бретање.
- Кнез Прибина постаје вазал Франачког царства. Краљ Луј Немачки му додељује земљу близу језера Балатон (данашња Мађарска). Оснива Блатноград, главни град Балатонске кнежевине.
- Кнез Растислав је дошао на трон Великоморавске кнежевине и његова владавина је трајала до 870. године.
- Франачке снаге предвођене Лујем Немачким нападају Моравску. Наилазе на мали отпор и свргавају краља Мојмира I са престола.[2] Његов рођак, Растислав, постављен је за новог клијентског владара.
- Муслиманске снаге покушавају да нападну Рим, али само пљачкају село око града пре него што их потискује војвода Гај I од Сполета. Након тога, папа Лав IV почиње да окружује подручје око брда Ватикана, стварајући Лавовски град.
- Мозарапи, иберијски хришћани који живе под маварском влашћу, покушавају да поново населе Леон у Ал-Андалузу (данашња Шпанија). Град поново освајају муслимански Арапи.
- Краљ Етелред II од Нортумбрије шаље војну помоћ Пиктима у њиховој борби против шкотских упада.
- Сараценске арапске експедиционе снаге из Африке, које се састоје од 11.000 људи и 500 коња, пљачкају предграђе Рима, пљачкајући базилике Старог Светог Петра и Светог Павла ван зидина.
- 22. април – Цар Ву Зонг (Ли Чан) умире након 6-годишње владавине. Наслеђује га његов ујак Сјуан Зонг, као кинески владар династије Танг.
- Јанг Бого, моћни поморски хегемон краљевства Силе, убијен је од стране аристократских елемената у седишту његовог гарнизона од стране Јом Чанга (или 841. године).

## Смрти
- Википедија:Непознат датум — Свети Методије Цариградски - хришћански светитељ и патријарх Цариградски.